# Rehoboth (Massachusetts)
Rehoboth es un pueblo ubicado en el condado de Bristol en el estado estadounidense de Massachusetts. En el Censo de 2010 tenía una población de 11.608 habitantes y una densidad poblacional de 94,39 personas por km².

## Geografía
Rehoboth se encuentra ubicado en las coordenadas 41°50′49″N 71°14′40″O / 41.84694, -71.24444. Según la Oficina del Censo de los Estados Unidos, Rehoboth tiene una superficie total de 122.98 km², de la cual 121.57 km² corresponden a tierra firme y (1.15%) 1.41 km² es agua.

## Demografía
Según el censo de 2010, había 11.608 personas residiendo en Rehoboth. La densidad de población era de 94,39 hab./km². De los 11.608 habitantes, Rehoboth estaba compuesto por el 96.52% blancos, el 0.52% eran afroamericanos, el 0.19% eran amerindios, el 1.01% eran asiáticos, el 0.04% eran isleños del Pacífico, el 0.53% eran de otras razas y el 1.2% pertenecían a dos o más razas. Del total de la población el 1.58% eran hispanos o latinos de cualquier raza.